# 亨利·史坦威
亨利·恩格爾哈德·史坦威（英語：Henry Engelhard Steinway）（1797年2月15日—1871年2月7日），原名海因里希·恩格爾哈德·施泰因韦格（Heinrich Engelhard Steinweg），是一位著名的钢琴制造师，生于德国，后来移民美国，并创立了钢琴制造品牌施坦威。